# Levantamiento en Tamaulipas de 1871
El Levantamiento en Tamaulipas de 1871 fue un conflicto armado encabezado por una fracción rebelde en Tamaulipas comandada por el general Calleja y el teniente coronel del 14° batallón, Máximo Molina.
Fue enviada para sofocarla el general Sóstenes Rocha, que luego de un furioso combate de una hora y media obtuvo el triunfo. El pronunciado Molina se había puesto a las órdenes de Calleja, que fue hecho prisionero y pasado por las armas, así como otros jefes y oficiales de los rebeldes. 
El sitio duró veinte días, al que concurrieron Rocha, José Cevallos Cepeda, Diódoro Corella, Alfonso Flores, y otros jefes. Al triunfo, Rocha ascendió a general de división. 